# GJ 1105
GJ 1105 (HIP 38956 / LHS 1963 / G 111-47) es una estrella que se encuentra a 26,6 años luz de distancia del sistema solar. Situada en la constelación de Lince 5° al este de Alsciaukat (31 Lyncis), es una tenue enana roja de magnitud aparente +12,04.
Las estrellas conocidas más cercanas a GJ 1105 son QY Aurigae y Gliese 338, respectivamente a 7,1 y 9,5 años luz.
GJ 1105 tiene tipo espectral M3.5 V, siendo una estrella de características semejantes a Ross 154, G 99-49 o la estrella de Luyten.
A diferencia de las dos primeras, no existe constancia de que sea una estrella fulgurante.
Su masa es aproximadamente una cuarta parte de la masa solar y brilla con una luminosidad —en el espectro visible— igual al 0,09 % de la que tiene el Sol.
Su metalicidad es inferior a la solar ([Fe/H] = -0,15), siendo su abundancia relativa de hierro aproximadamente el 70 % de la existente en el Sol.